# 3-Methyl-2-buten-1-thiol
3-Methyl-2-buten-1-thiol (MBT) ist ein schwefelhaltiges Terpenoid. Es ist ein stark geruchsaktives Thiol, das einen intensiven, schwefligen Geruch aufweist. Aufgrund dieser Eigenschaft und seiner Verwandtschaft mit 3-Methylbutanthiol, einer im Analdrüsensekret von Stinktieren enthaltenen Verbindung, wird es im englischen Sprachraum auch als Skunk Thiol bezeichnet.
Die Verbindung entsteht, wenn man helles Bier dem Tageslicht aussetzt. Dabei kommt es zur Zersetzung der im Bier enthaltenen iso-Alphasäuren. In Anwesenheit von schwefelhaltigen Aminosäuren wie dem Cystein reagieren die Zersetzungsprodukte zu MBT. Im Brauereiwesen wird dieses unerwünschte Fehlaroma als Lichtgeschmack bezeichnet. Auch beim Rösten der Kaffeesorten Robusta und Arabica kann es zur Bildung von MBT kommen. Forscher des niederländischen Plant Research International in Wageningen haben 2006 entdeckt, dass dieser Stoff auch von der Kaiserkrone als Fraßschutz gegen Wühlmäuse produziert wird.
Der charakteristische Geruch von Cannabis kommt von MBT.